# 3246 Bidstrup
3246 Bidstrup eller 1976 GQ3 är en asteroid i huvudbältet som upptäcktes den 1 april 1976 av den rysk-sovjetiske astronomen Nikolaj Tjernych vid Krims astrofysiska observatorium på Krim. Den har fått sitt namn efter den danske tecknaren Herluf Bidstrup.
Asteroiden har en diameter på ungefär 22 kilometer.